# Hipparque (tyran)
Pour les articles homonymes, voir Hipparque.
Hipparque, en grec ancien Ἵππαρχος / Hípparkhos, mort en 514 av. J.-C. est l'un des Pisistratides, tyran d'Athènes.
Fils cadet de Pisistrate, cousin de Solon qui s’est rendu maître de la Cité en prenant l’Acropole par ruse, il reçoit le pouvoir « comme un bien de famille » à la mort de celui-ci, en 527, conjointement avec son frère Hippias jusqu’en 514.

## Biographie
De fortes divergences existent sur les raisons du meurtre d’Hipparque. entre les versions d'Hérodote, de Thucydide, de Pseudo-Platon.

### Version de Thucydide
Selon Thucydide, Hipparque n'est qu'un fantoche, et le véritable pouvoir est aux mains d'Hippias. Fin lettré, il accueille à sa cour les poètes Anacréon de Téos et Simonide de Céos, et constitue une imposante bibliothèque.
En 514, il est assassiné par les tyrannoctones, Harmodios et Aristogiton. S'il faut en croire Hérodote et Thucydide, Harmodios a repoussé les avances d'Hipparque. Celui-ci, pour se venger, avait alors refusé d'admettre la sœur d'Harmodios parmi les canéphores des Panathénées (jeunes femmes qui portent sur leur tête des corbeilles entourées de guirlandes de fleurs qui contiennent des objets dédiés au culte d'Athéna) en insinuant qu'elle n'est pas vierge. La suppression de la dignité de canéphore revient à outrager la famille. Furieux, Harmodios, aidé de son amant Aristogiton, met alors en place sa conjuration, avec la volonté d’assassiner les deux frères mais, ils parviennent seulement à poignarder Hipparque. Leur mobile consiste également à interrompre la tyrannie mise en place par Pisistrate en 546. Harmodios et Aristogiton, condamnés à mort, sont ensuite célébrés en tant que héros de la démocratie. Des statues les représentant (« les Tyrannoctones » – Aristogiton et Harmodios) sont exposées au Musée national archéologique de Naples.

### Version de Platon
Dans le dialogue Hipparque, le pseudo-Platon fait dire à Socrate du bien sur Hipparque qui aurait participé à retranscrire les épopées d'Homère, attiré des savants, fait construire des hermès sur lesquels il a fait inscrire des maximes pour « enseigner la sagesse »,. Le pseudo-Platon ne partage pas la même vision sur les raisons de l'assassinat d'Hipparque que Hérodote et Thucydide : il fait dire à Socrate qu'Hipparque, homme bien-né, admire la sagesse d'Aristogiton, qui l'a formé. Harmodios, amant d'Aristogiton, après avoir fait la connaissance d'Hipparque, faisait de lui un rival amoureux. Hipparque les rejette tous deux par méfiance, tombe amoureux d'un autre adolescent qui les éloigne, et les Tyrannoctones se vengent de l'affront.

## Conséquences de la mort d’Hipparque
Hippias fait tuer de nombreux citoyens qu’il soupçonne d’avoir participé au complot. La mort d'Hipparque livre Athènes à la gouvernance tyrannique de son frère Hippias qui pratique la terreur durant trois années au terme desquelles il doit céder son pouvoir, sous la pression des Alcméonides qui, aidés de Sparte, assiègent l’Acropole. Hippias s’exile auprès de Darius Ier.

## Conséquences de la politique économique de Pisistrate et de ses fils
La conduite économique du pays, qui s'est au départ assise sur les petits paysans à qui des fonds ont été prêtés pour développer leurs cultures, et les activités manufacturières (par exemple les céramiques) a créé les conditions de la suprématie d’Athènes dans les périodes qui ont suivi.